# Killarney
Killarney (Irsk: Cill Airne) er en irsk by i County Kerry i provinsen Munster, i den sydvestlige del af Republikken Irland med en befolkning (inkl. opland) på 14.603 indb i 2006 (13.137 i 2002)